# God Gave Rock and Roll to You
God Gave Rock and Roll to You è un singolo del gruppo musicale britannico Argent, pubblicato nel 1973 ed estratto dall'album In Deep.
La canzone è stata scritta da Russ Ballard.

## Tracce
- 7"

1. God Gave Rock and Roll to You
2. Christmas for the Free

## Cover
- Il gruppo di musica cristiana Petra ha inciso una sua cover del brano nell'album Come and Join Us del 1977 e un'altra versione nell'album Beat the System del 1984.
- La rock band statunitense Kiss ha pubblicato il brano nel 1991. Questa cover è inserita nella colonna sonora del film Un mitico viaggio (Bill & Ted's Bogus Journey) e nell'album Revenge con il titolo God Gave Rock 'N Roll to You II.